# Portlahorn
Das Portlahorn (auch: Trangl, 2010 m ü. A.) ist ein Berg des Bregenzerwaldgebirges, der auf dem Gemeindegebiet von Damüls gelegen ist (etwa 220 m von der Gemeindegrenze von Dornbirn entfernt). Der Blaue See ist etwa 280 m entfernt, die Portlaalpe etwa 1400 m und das Furkajoch etwa 3 km. Der Gipfel liegt im Naturschutzgebiet Hohe Kugel - Hoher Freschen - Mellental.

## Lage
Das Portlahorn ist Teil der Gruppe der Damülser Berge und ein auffallender, ausgeprägter, mächtiger Gipfel mit drei Graten. Auffallend ist die sehr üppige Vegetation mit dichten Stauden aus Heidelbeeren, Alpenrosen, Wacholder usw., vielen Blumen und Grünerlen vor allem in den Lawinenhängen.

## Benachbarte Gipfel
Im Süden, etwa 1000 m Luftlinie entfernt, der Portlakopf (1905 m ü. A.), im Norden, etwa 1300 m entfernt, der Hübsche Bühel (2032 m ü. A.), im Nordwesten, etwa 1700 m entfernt die Sünser Spitze (2061 m ü. A.) und im  Nordosten in etwa 1600 m Luftlinie der Ragazer Blanken (2051 m ü. A.).

## Wandern
Der nächstgelegene Wander-Stützpunkt ist die Portlaalpe (1710 m ü. A., nur im Sommer bewirtschaftet) und das Freschenhaus (1846 m ü. A.). Auch andere umliegende Alpen (z. B. Sünser Alpe) sind nur im Sommer bewirtschaftet.
Der Aufstieg auf das Portlahorn ist von mehreren Ausgangspunkten möglich, so z. B. aus Damüls, Oberdamüls oder der Portlaalpe. Der kürzeste Weg führt von der Portlalpe über das Portlafürkle in Richtung Sünser Joch. Der Berg kann dabei von Süden her über den Portlakopf oder von Norden her über das Sünser Joch begangen werden.

### Sommer
Der Weg über die Portlaalpe (Nähe Furkajoch) auf den Berggipfel kann in etwa einer Stunde bewältigt werden (300 Höhenmeter).
Von Damüls kommend über die Sieben Hügel, das Sünser Joch auf das Portlahorn kann der Rückweg über die Alpe Oberdamüls (1667 m) gewählt werden. Diese Rundwanderung benötigt etwa im Gesamten fünf bis sechs Stunden (etwa 600 Höhenmeter).

### Winter
Im Winter sind an das Portlahorn Schneeschuhtouren und Skitouren beliebt (teilweise auch nachts). Im Jänner 2015 forderte eine Lawine am Nordhang zwei Todesopfer.

## Gewässer
Unterhalb des Gipfels auf der westlichen und östlichen, steil abfallenden Seite, entspringen mehrere Bäche.

## Karten
Kompass Karte 1:50.000, Blatt 2 Bregenzerwald – Westallgäu,